# Phù Kiện
Phù Kiện (tiếng Trung: 苻健; bính âm: Fú Jiàn; 317–355), tên ban đầu là Bồ Kiện (蒲健, đổi năm 350), tên tự Kiến Nghiệp (建業), hay còn được gọi theo thụy hiệu là (Tiền) Tần Cảnh Minh Đế ((前)秦景明帝), là người sáng lập nên nước Tiền Tần trong lịch sử Trung Quốc.

## Dưới thời cai trị của Thạch Hổ
Bồ Kiện sinh năm 317, là con trai thứ ba của Bồ Hồng (蒲洪) và người vợ Khương thị, khi đó Bồ Hồng đang là một tộc trưởng người Đê dưới quyền cai trị của Hán Triệu. Tuy nhiên, trong phần lớn thời thơ ấu của Bồ Kiện, Bồ Hồng phụng sự dưới quyền hoàng đế Thạch Hổ của Hậu Triệu. Thạch Hổ trong khi bề ngoài đánh giá cao việc phụng sự của Bồ Hồng, thì bên trong lại lo sợ sâu sắc về lòng trung thành của những binh lính người Đê của Bồ Hồng đối với mình, và đã bí mật giết chết hai con trai đầu của Bồ Hồng. Tuy nhiên, do bị ấn tượng trước tính gan dạ, tài bắn cung, cưỡi ngựa, và lòng quảng đại của Bồ Kiện, Thạch Hổ đã tha cho ông.
Năm 349, Thạch Hổ lâm bệnh, ông ta phong Bồ Hồng làm thứ sử Ung Châu (雍州, nay là trung bộ và bắc bộ Thiểm Tây). Tuy nhiên, Bồ Hồng đã không lập tức đảm nhiệm chức vụ do phải chuyển giao binh lính người Đê tại căn cứ của ông ở Phương Đầu (枋頭, nay thuộc Hạc Bích, Hà Nam).

## Khi Hậu Triệu sụp đổ
Sau khi Thạch Hổ qua đời, người con trai út của ông ta là Thạch Thế lên kế vị, song quyền lực trên thực tế nằm trong tay Lưu Thái hậu cùng đồng minh của bà ta là Trương Sài (張豺). Bất mãn với Lưu Thái hậu và Trường Sài nên Bồ Hồng cùng một số tướng khác đã thuyết phục một người con trai khác của Thạch Hổ là Bành Thành vương Thạch Tuân tiến về kinh thành Nghiệp Thành, lật đổ Thạch Thế. Thạch Tuân trở thành hoàng đế, song do lo sợ việc Bồ Hồng chiếm giữ vùng Quan Trung, đã tước chức thứ sử Ung Châu của Bồ Hồng. Bồ Hồng tức giận, ngay lập tức trở về chỗ đội quân của mình tại Phương Đầu và tìm kiếm trợ giúp từ nhà Tấn. Phù Kiện trong thời gian này đã ở bên cạnh phụ thân và hỗ trợ cho các tham vọng của ông ta.
Cũng trong năm đó, Thạch Tuân bị người cháu trai nuôi là Thạch Mẫn lật đổ, người này ủng hộ một người con trai khác của Thạch Hổ là Nghĩa Dương vương Thạch Giám làm hoàng đế mới. Khi rối loạn tiếp diễn, những người Đê và Khương đã từng bị Thạch Hổ bắt di chuyển đến phía đông Trung Quốc bắt đầu bất chấp luật pháp Hậu Triệu và tìm cách trở về quê hương ở phía tây. Họ ủng hộ Bồ Hồng làm lãnh đạo. Năm 350, sau khi Nhiễm Mẫn ra lệnh cho giết những người không phải tộc Hán, đặc biệt là người Yết và Hung Nô cũng như bắt đầu cho thấy ý đồ muốn tiếp quản đế quốc, Bồ Hồng là một trong các tướng chống lại Thạch Mẫn. Sau đó cùng năm, triều đình Tấn lập ông làm Quảng Xuyên quận công, và lập Phù Kiện làm Tương Quốc huyện công. Tuy nhiên, Bồ Hồng đã không giữ lại lâu tước hiệu do nhà Tấn ban cho, và ngay sau đó đã xưng làm Tam Tần vương và Đại Thiền vu, và cải họ từ Bồ sang Phù theo một lời tiên tri. Ông dự định tây chinh để chiếm vùng Quan Trung; tuy nhiên khi đang lên kế hoạch, ông ta đã bị tướng Ma Thu (麻秋) của mình đầu độc; trên giường bệnh, Phù Hồng đã lệnh cho Phù Kiện chiếm Quan Trung. Phù Kiện khi ấy đang là thế tử, ông nắm giữ binh quyền và xử tử Ma Thu. Ông từ bỏ các tước hiệu mà cha ông đã tuyên bố, trở lại với tước hiệu được nhà Tấn ban cho.
Cuối năm, Phù Kiện đã sẵn sàng tiến hành một chiến dịch tây chinh, song không muốn để tướng Đỗ Hồng (杜洪), là người trấn giữ thành Trường An ở Quan Trung, biết về ý định, nên ông đã vờ như sẵn sàng an cư lâu dài ở Phương Đầu. Sau khi Đỗ đã yên lòng, Phù mở chiến dịch, phân binh làm hai, một do chính ông và em trai là Phù Hùng (苻雄) chỉ huy, và một do cháu trai ông là Phù Tinh (苻菁) và Ngư Tuân (魚遵). Cả hai đội quân đều tiến về phía tây một cách nhanh chóng, và đến mùa đông năm 350, Trường An đã thất thủ.
Vào mùa xuân năm 351, quân sư Giả Huyền Thạc (賈玄碩) của Phù Kiện đề nghị chúa công xưng làm Tần vương và đã đề nghị triều đình nhà Tấn ban cho ông tước hiệu đó. Phù Kiện không hài lòng do ông đã sẵn sàng tuyên bố độc lập khỏi Tấn. Ngay sau đó ông đã xưng làm "Thiên vương", chính thức đoạn tuyệt với Tấn cùng Hậu Triệu và lập nước Tiền Tần.

## Trị vì
Với vai trò là người cai trị Tiền Tần, Phù Kiện trị quốc một cách tận tụy và tiết kiệm, ông đã bãi bỏ nhiều điều luật khắc nghiệt của Hậu Triệu và mời những người có khả năng tham gia vào chính quyền, song ông cũng là người bạo lực và dễ dàng cảm thấy bị xúc phạm. Giả như, năm 351, ông trở nên giận dữ khi Giả đề xuất rằng ông nên xưng vương thay vì xưng đế, ông đã vu cáo Giả âm mưu cùng tướng Tấn là Tư Mã Huân (司馬勳) và xử tử Giả cùng các con trai.
Năm 352, Phù Kiện xưng đế. Ông tiếp tục chống lại các tướng Hậu Triệu, lúc này đang kiểm soát các thái ấp nhỏ cùng quân Tiền Yên và Tấn, ba nước xác định biên giới bằng giao tranh sau khi Hậu Triệu diệt vong vào năm 351 và tiếp theo là khi Nhiễm Mẫn thất bại trước Tiền Yên vào năm 352. Năm 353, Phù Hùng và Phù Tinh cũng đẩy lùi một cuộc tấn công của Tiền Lương, một chư hầu trên danh nghĩa của nhà Tấn.
Năm 354, tướng Hoàn Ôn của nhà Tấn phối hợp cùng quân Tiền Lương để mở một chiến dịch lớn chống lại Tiền Tần. Phù Kiện tập hợp tất cả lực lượng sẵn có của mình và trao quyền chỉ huy cho các con trai là thái tử Phù Trường, Phù Sinh, Phù Thạch, cùng với Phù Hùng và Phù Tinh, sẵn sàng chống lại Tấn. Tuy nhiên, Hoàn Ôn đã tiến được đến vùng lân cận của Trường An, đánh bại mọi toán quân Tiền Tần trên đường hành quân. Tuy nhiên, Hoàn Ôn đã do dự khi bao vây, còn Phù Kiện đã dự đoán được cuộc tấn công của Tấn nên đã cho thu hoạch lúa mì, quân Tấn bắt đầu cạn nguồn lương thảo và buộc phải rút lui vào cuối mùa hè năm 354.
Tuy nhiên, thái tử Phù Trường đã bị một mũi tên gây trọng thương trong chiến dịch chống Hoàn Ôn và đã qua đời vào mùa đông năm 354. Vợ của Phù Kiện là Cường Hoàng hậu muốn lập người con trai út Phù Liễu (苻柳) làm thái tử, song Phù Kiện tin vào một lời tiên tri nên đã lập Phù Sinh làm thái tử, bất chấp việc Phù Sinh có tính bạo lực và đồng bóng.
Vào mùa hè năm 355, Phù Kiện lâm bệnh. Trong quá trình dưỡng bệnh, cháu trai Phù Tịnh tin rằng Phù Kiện đã chết nên đã tiến hành một cuộc tấn công bất ngờ nhắm vào hoàng cung, với ý định giết chết Phù Sinh và chiếm lấy ngai vàng. Phù Kiện trong khi vẫn đang mang bệnh đã nhanh chóng xuất hiện trước các cận vệ; quân của Phù Tinh trông thấy Phù Kiện đã hoảng sợ và bỏ trốn. Tuy vậy, Phù Kiện chỉ cho giết Phù Tinh. Phù Kiện qua đời năm ngày sau đó, thái tử Phù Sinh lên kế vị.